# Doutrina Gerasimov

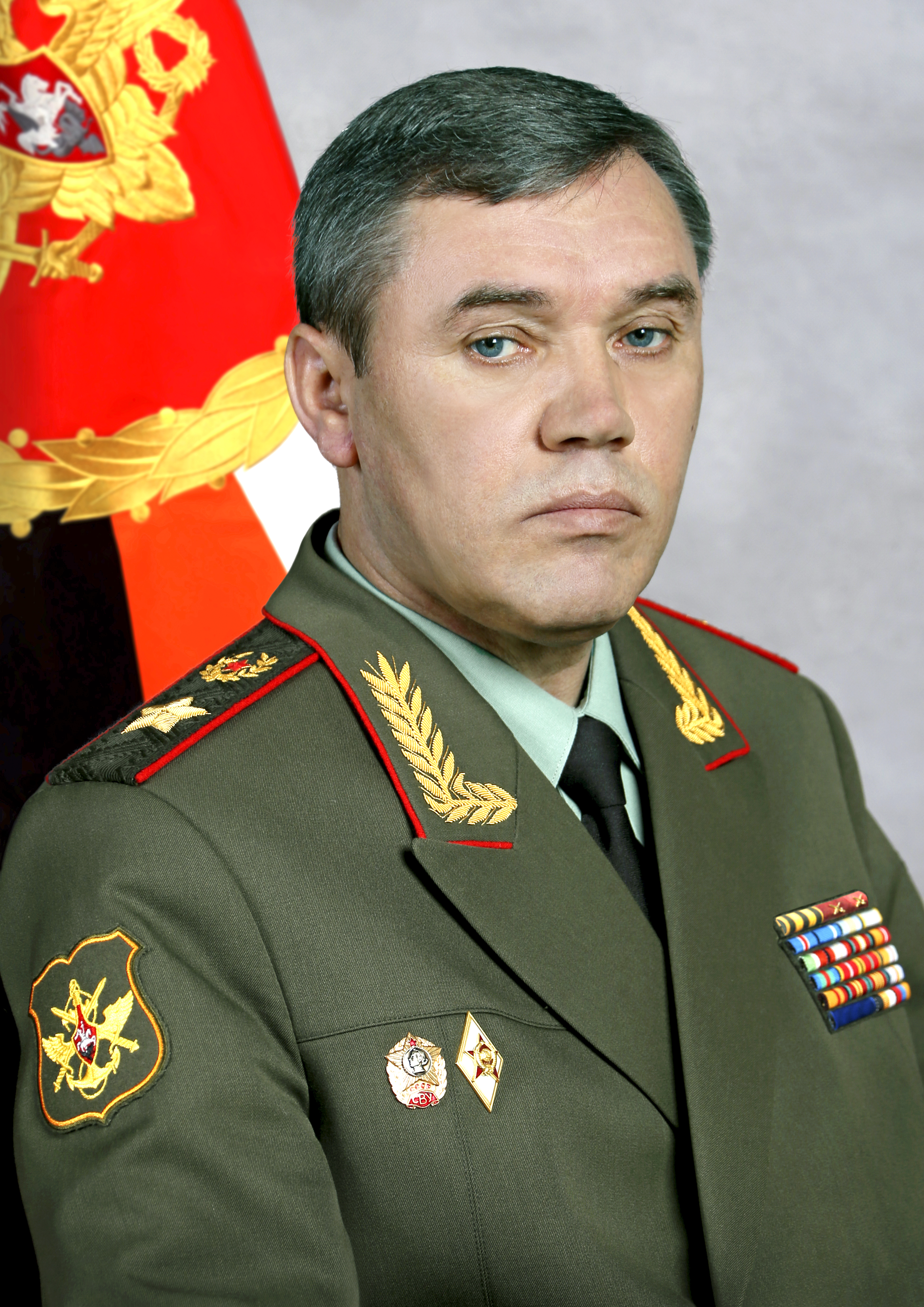
Chefe do Estado-Maior General das Forças Armadas Russas Valery Gerasimov

A Doutrina Gerasimov, recebe esse nome em homenagem ao Chefe do Estado-Maior General das Forças Armadas Russas Valery Gerasimov, é uma doutrina de política externa.
A doutrina redefine o conceito moderno de entre estados e a guerra o coloca em pé de igualdade com atividades políticas, econômicas, informacionais, humanitárias e outras atividades não militares. A doutrina tornou-se conhecida após sua publicação em fevereiro de 2013 e as ações subsequentes da Rússia em relação à Ucrânia, que coincidem plenamente com as teses da doutrina. De acordo com vários pesquisadores, os elementos-chave da Doutrina Gerasimov fundamentam o conceito de Guerra de Nova Geração. No entanto, existem opiniões que a guerra híbrida é estranha à teoria militar russa.

## História
O surgimento do termo Doutrina Gerasimov foi precedido pelo discurso de Gerasimov perante a Academia Russa de Ciências Militares da Rússia com um relatório sobre guerra híbrida em fevereiro de 2013 e publicação das principais teses do relatório no artigo Gerasimov "O valor da ciência em antecipação " no Correio Militar e Industrial. Este artigo foi reimpresso na revista de língua inglesa Military Review e posteriormente citado muitas vezes na imprensa ocidental.

## Doutrina
A doutrina exige uma proporção de 4:1 de ação não militar para militar.

### Ação militar
- Medidas militares de dissuasão estratégica
- Implantação estratégica.
- Guerra.
- operações de manutenção da paz.[11]

### Ações não militares
- Formação de coligações e alianças.
- Pressão política e diplomática.
- Sanções econômicas
- Bloqueio econômico
- Rompimento das relações diplomáticas.
- Formação de oposição política .
- Ação das forças de oposição.
- Conversão da economia do país que enfrenta a Rússia para os trilhos militares.
- Encontrar maneiras de resolver o conflito.
- Mudando a liderança política do país que enfrenta a Rússia.
- Implementação de um conjunto de medidas para reduzir as tensões nas relações após a mudança de liderança política.[11]

Além disso, a doutrina pressupõe “confronto de informações”, sem delimitar se essas atividades são militares ou não militares.

### Avaliação da doutrina por especialistas
A doutrina Gerasimov é uma resposta à doutrina das " Revoluções Coloridas ", particularmente aos eventos da Primavera Árabe . De acordo com alguns especialistas, seus elementos centrais são baseados nas raízes históricas da doutrina militar anterior da Rússia e mostram uma notável semelhança com as disposições da doutrina da "guerra ilimitada" da China, publicada em 1999. Acredita-se que essa doutrina possa ser vista como uma reinterpretação nas realidades do século XXI do conhecido conceito de guerra não convencional, que na terminologia militar russa moderna são chamados de "não lineares". Dentro deste quadro, o principal objetivo da "guerra não linear" é alcançar os resultados estratégicos e geopolíticos desejados, usando uma ampla caixa de ferramentas de métodos e meios não militares: diplomacia explícita e encoberta, pressão econômica, conquista da simpatia da população local, etc.
Segundo os militares norte-americanos, a “Doutrina Gerasimov” representa a mais completa encarnação das últimas conquistas do pensamento militar russo em um novo tipo de guerra, o que demonstra a integração sem precedentes de todas as capacidades de influência nacional para alcançar vantagens estratégicas. Baseada na discrição da ideia de guerra, que foi estabelecida na cultura russa pelo clássico romance Guerra e Paz de Leo Tolstoi, a doutrina Gerasimov borrou as linhas entre os estados polarizados de "guerra" e "paz", introduzindo uma espécie de de análogo à ideia ocidental de um nível intermediário ou "zona cinzenta".  Analistas americanos apontam que o uso dos novos desenvolvimentos pelos militares russos surpreendentemente inverte alguns dos paradigmas fundamentais do confronto armado que foram estabelecidos nas obras de Carl von Clausewitz e foram considerados imutáveis por séculos. Por exemplo, o conceito de guerra de Clausewitz como "continuação da política, mas por outros meios" não se aplica mais à "doutrina Gerasimov" porque não considera a guerra como uma continuação da política, mas a política como uma continuação da guerra, enfatizando que a condução efetiva da política pode envolver um arsenal mais amplo de meios e métodos não militares. Da mesma forma, a Doutrina Gerasimov força uma reconsideração de vários outros princípios importantes, como o entendimento teórico-militar de Clausewitz do "centro de gravidade" como um ponto-chave do esforço.
Especialistas ocidentais estavam particularmente preocupados com o aparente foco da "doutrina Gerasimov" russa em explorar os elos fracos do princípio ocidental de tomada de decisão gerencial, que se baseia em um sistema de freios e contrapesos que implica uma análise exaustiva da situação, discussão e ampla coordenação dos esforços de várias agências (o Departamento de Estado, o Departamento de Defesa, etc. ). Por outro lado, o modelo russo de governança, baseado nas ideias de Gerasimov, combina perfeitamente todas as instituições de autoridade, tornando a coordenação entre elas completamente livre.  Além disso, seu funcionamento é escondido do observador externo por um véu impenetrável de sigilo, e as ferramentas disponíveis usam as conquistas aplicadas da noção de "controle reflexivo russo"   que permite às autoridades russas agir de forma rígida, flexível e rápida, não particularmente distraída por convenções como legalidade, legitimidade, etc.  

## Aplicação da doutrina
Dada a data de divulgação do relatório Gerasimov e as ações subsequentes da Rússia, muitos especialistas estão inclinados a relacionar esses eventos e apontar diretamente para o uso da doutrina pela Rússia contra a Ucrânia e os EUA.
Aponta-se que a Doutrina Gerasimov foi a aplicação operacional de outro conceito anterior, orientador da política externa russa, chamada Doutrina Primakove, em homenagem ao ex-primeiro-ministro Estrangeiro Yevgeny Primakov, a qual defende que a ideia de um mundo unipolar dominado pelos Estados Unidos é inaceitável para a Rússia e oferece alguns princípios para a política externa russa:
- A Rússia deve lutar por um mundo multipolar administrado por um concerto de grandes potências que possa contrabalançar o poder unilateral dos EUA.
- A Rússia deve insistir em sua primazia no espaço pós-soviético e liderar a integração naquela região.
- A Rússia deve se opor à expansão da OTAN.[21]

Vejamos as diferença entre as duas teorias e suas respectivas aplicações práticas:
| DOUTRINA PRIMAKOV (1996) | DOUTRINA GERASIMOV (2013) |
| O conceito definidor das políticas externas e de defesa russas por mais de duas décadas | Esforço para desenvolver um conceito operacional para o confronto contínuo com o Ocidente                                                                           |
| - Visão da Rússia como um ator indispensável com uma política externa independente - Visão de um mundo multipolar gerido por um concerto de grandes potências - A insistência na primazia da Rússia no espaço pós-soviético e a busca da integração eurasiana - Oposição à expansão da OTAN - Parceria com a China e Índia | - Guerra de todo o governo - Fusão de elementos de hard power e soft power em vários domínios - Conflito permanente que transcende as fronteiras entre paz e guerra |

## Crítica
Alguns especialistas acreditam que Gerasimov não apresentou nada de novo e duvidam da existência de tal doutrina. Por exemplo, Roger McDermott, especialista em forças armadas da antiga União Soviética, aponta na revista especializada "Parameters" que Gerasimov deliberadamente ignora os fatores que unem conceitualmente as várias guerras e conflitos armados, enfatizando que cada um tem sua própria história e características únicas e um único caminho do desenvolvimento. Como escreve R. McDermott, a negação no contexto das ideias de Gerasimov de um modelo generalizador que pudesse ser percebido como uma doutrina holística é mais do que compensada pelos significados atribuídos às suas afirmações por especialistas ocidentais.  De acordo com R. McDermott, os mitos sobre o surgimento da mais recente e mortal doutrina de guerra híbrida da Rússia são um dos aspectos mais perigosos do confronto entre a Rússia e a OTAN.
O cientista político Mark Galeotti afirmou em um artigo para a  Revista Foreign Policy que a famosa "doutrina Gerasimov", que é entendida no Ocidente como uma "teoria expandida da guerra moderna" ou mesmo "uma visão de guerra total", não existe na realidade, e que ele próprio é o inventor deste termo.